# タラリア

タラリアを描いた19世紀の版画

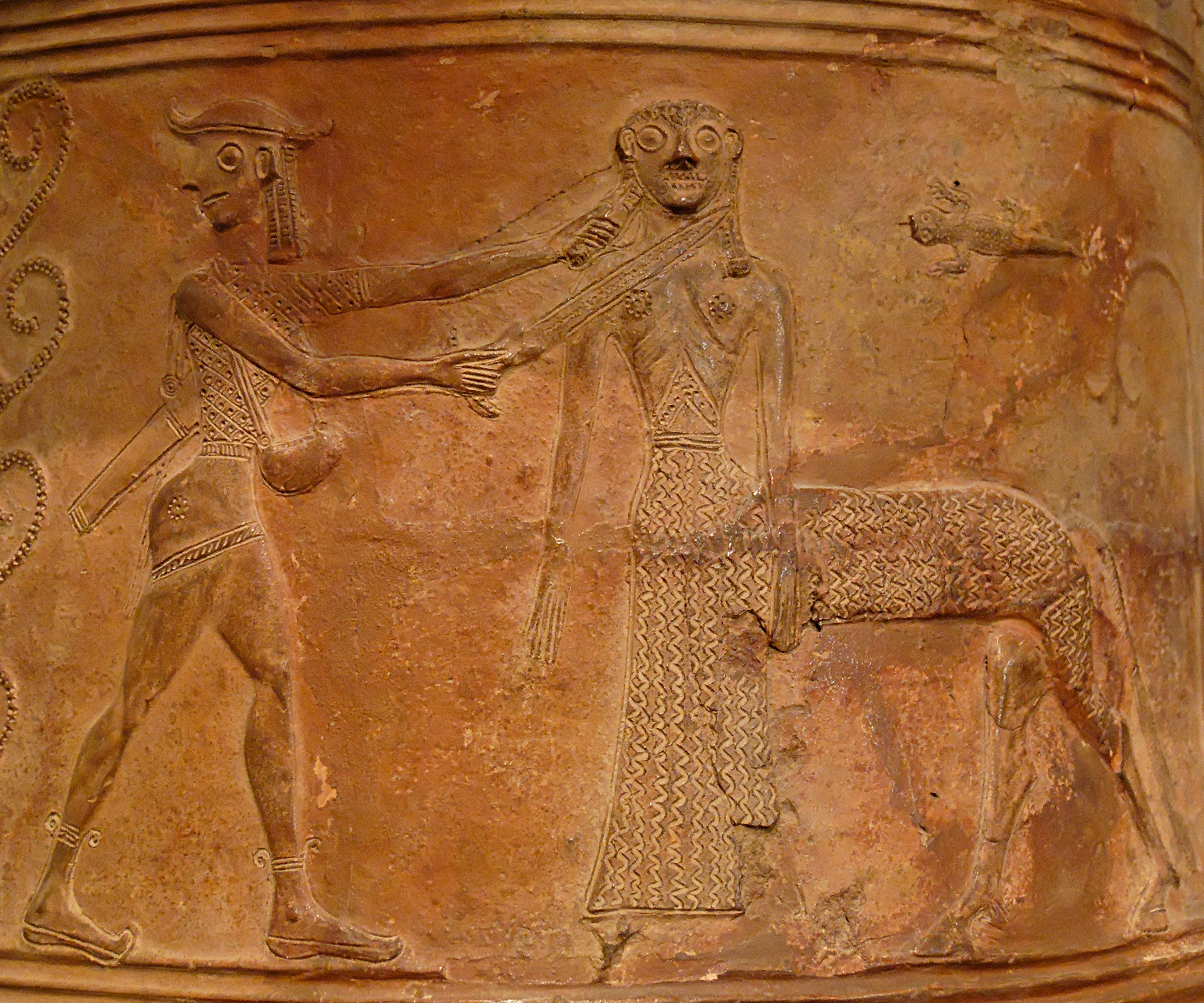
最古の彫刻の一つ、ペルセウスがタラリアを身につけ、キビシスを肩から提げ、メドゥーサを殺害するために顔を背ける様子が描かれている。ピトスの浮き彫り。紀元前660年頃。ルーヴル美術館所蔵。

タラリア（ラテン語: tālāria）は、特にギリシア神話の伝令神・ヘルメース（ローマ神話におけるメルクリウス）を象徴する有翼のサンダル。
ラテン語の作家たちによってこのように呼ばれるが、ギリシア語の原典では単にそのまま「有翼のサンダル」（古代ギリシア語: πτηνοπέδῑλος; ptēnopédilos. πτερόεντα πέδιλα; pteróenta pédila）と言い回しされる。

## 語源
ラテン語の名詞tālāriaは、tālāris の中立複数形で、"足首の[もの]"を意味する。原義からどういう経緯で「翼をもつ鞋（サンダル）」の意味に転じたかは不詳であるが、 足首あたりに翼が装着されたため、あるいは、足首のまわりに結ばれた種類のサンダルだったため、などと憶測される。

## 出例

### ギリシア文学
古代ギリシア文学では、ホメーロスがヘルメースの「不死の／神々しい黄金の」サンダルと形容しているが、翼については触れていない。
そのサンダルに翼がついているとする最古例は、伝ヘーシオドス作の叙事詩『ヘーラクレースの盾』（前600–550年頃）であり、「有翼のサンダル」だとされている。
やや後のヘルメースに捧ぐホメーロス風讃歌（前520年頃）では、有翼であるとは明言されないが、ヘルメースはサンダルを履くことで、足跡すらつけずにアポロン神の牛盗みに成功する。
おおよそ前5世紀以降になると、有翼のサンダルは（必携品とまではいかないまでも）ヘルメースの一般的な持物と目されるようになった。後期の一例としては、ヘルメースに捧ぐオルペウス讃歌の第28番（年代は前3世紀～紀元2世紀）が挙げられる。
もとはヘーパイストスによって、不朽の金を用いて作られたとされ、どんな鳥よりも速く飛ぶことができたという。

#### ペルセウス
また英雄ペルセウスも、ヘルメースのサンダルを履いてメドゥーサを退治した。アイスキュロス作の悲劇では、ヘルメースはこのサンダルを彼に直接与えているが、一般的にはペルセウスはグライアイの老婆たちから、このサンダルやハーデースの隠れ兜やキビシス（袋）を取得せねばならなかった。あるいは、ペルセウスが自分の靴や兜を持っていなかったため、ヘルメースやハーデースに哀れまれたとも言われる。

### ラテン語文学
「タラリア」という語は、紀元1世紀のオウィディウスや、それ以前にも複数のラテン語作家（キケロ、ウェルギリウス等）による用例が8つ挙げられる。その大多数の例では、ヘルメース＝メルクリウスあるいはペルセウスの履物として登場する。あくまで語根に忠実にとるなら、足首に固定する種類のサンダルとみなされるが、一転して「有翼のサンダル」の意味で使われているという解釈が、現代のラテン文学者のあいだで、ほぼ定着している。しかし過去には、用例によっては履物でなく衣服であるという解釈もされてきた。

#### 衣服解釈
俊足の女性アタランテーが身に着けるタラリアの描写があるが（オウィディウス『変身物語』第10巻591行）、過去には「長い衣（ローブ）」と解釈された経歴がある。14世紀のビザンチンの学者プラヌデスをはじめ、17世紀オランダのニコラース・ヘインシウスの語釈にもそのように記述され、ルイス＆ショートの『ラテン語辞典』（Lewis and Short）にも（この作品のこのくだりでは"かかとに届く長すその衣"の意であると）記載されている。
しかし、この"衣（ローブ）"の解釈には無理がある—なぜならば先行するくだりで、アタランテーは脱衣してこの競走にのぞんだ、とあるからである。
さらには、中世アイルランド語の物語でも、メルクリウスは、"鳥の覆い"または"羽のマント"と解釈される衣服を身にまとっているが、これはウェルギリウスの叙事詩などにみられるメルクリウスのタラリアを、そのように解釈したものだと考察される。

## ポップカルチャーにおいて
リック・ライアダンのファンタジー小説、『パーシー・ジャクソンとオリンポスの神々　盗まれた雷撃』において、タラリアはサンダルではなくスニーカーとして描かれている。